# Ambulanční spojka

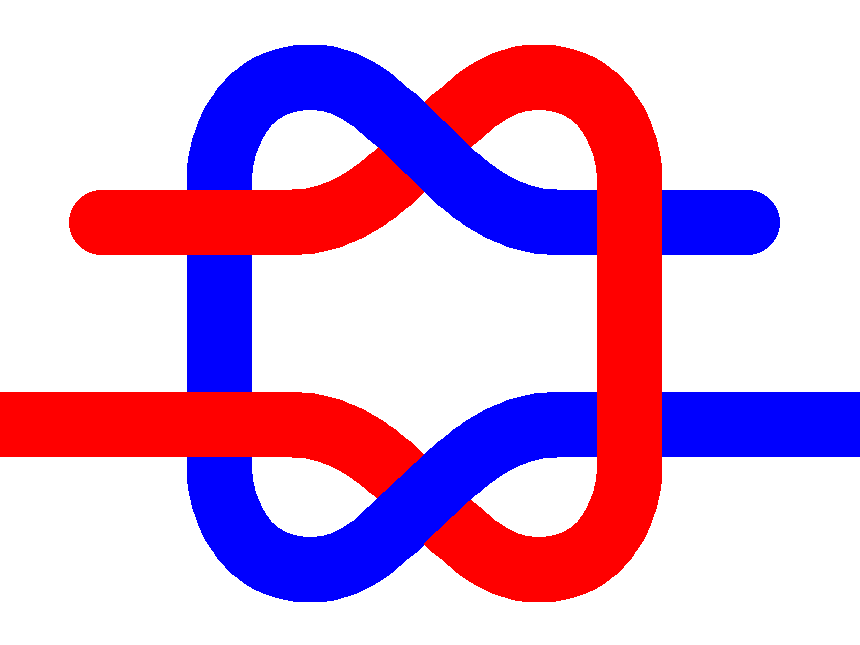
ambulanční uzel

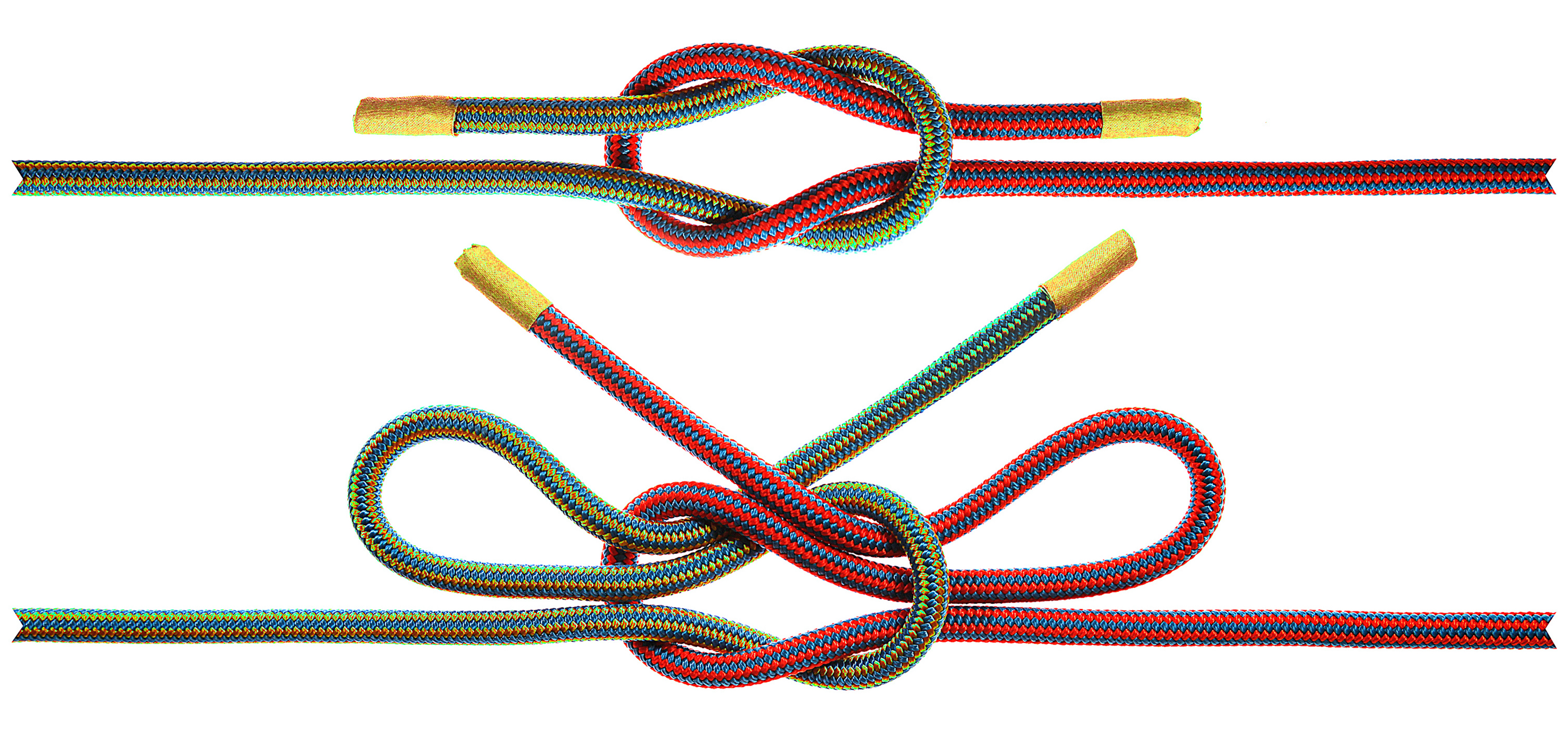
ambulanční uzel s oboustranným zámkem

Ambulanční spojka je druh plochého uzlu s velmi širokým využitím. Je jedním z nejstarších a i v současnosti asi nejužívanějších uzlů, i když není zcela spolehlivý při vyšší zátěži. Název pochází od dřívějšího častého používání pro svazování konců obvazů, tak aby netlačily. Pro šití ran se spolu s chirurgickým uzlem stále používá, ale čím dál více se prosazují i bezuzlové techniky. Ve variantě s oboustranným zámkem se někdy používá k zavazování tkaniček u střevíců.

## Použití
Ambulanční spojka se používá ke svázání dvou provazů stejného průměru. Při zatížení je nespolehlivý a při nestejných průměrech, či při použití hladkých syntetických materiálů (například vlasec) klouže, při použití textilních materiálů často prokluzuje až při vyšší zátěži. Je proto nevhodný až nebezpečný pro spojení dvou lan bez zajištění konců. Naproti tomu, zvláště na konopných lanech, jde při silném utažení nebo navlhnutí jen těžko rozvázat. Z tohoto důvodu se někdy do uzlu vkládala vložka nebo klín.

Vhodným případem využití je uvázání volných konců šátku, kterým je držena zlomená ruka.

Také se používá pro svazování ocelových lan (či silnějších drátů), u nichž je díky jinému chování materiálu spolehlivá.

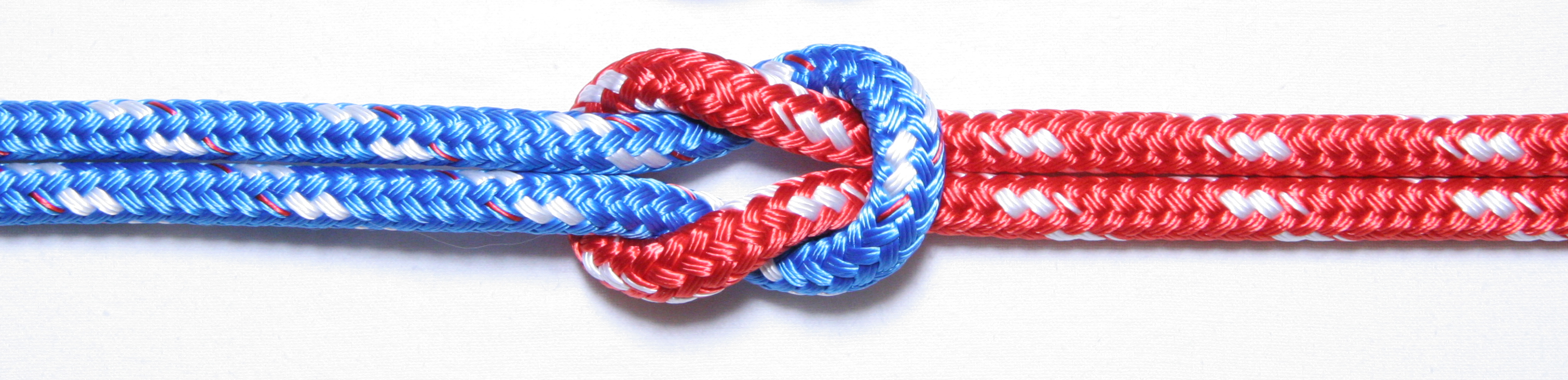
spojení smyček

V horolezectví se často využívá ke spojení dvou uzavřených smyček jejich provlečením. Pro tradiční kulaté smyčky i popruhy sníží pevnost pouze asi o 10-20 % oproti spojení pomocí karabiny, ale pro kevlarové smyčky a popruhy z Dyneemy až kolem 50 %.

## Alternativní názvy
Ambulanční uzel, ambulantní uzel, plochá spojka, rovný uzel, čtvercový uzel, Herkulův nebo Héraklův uzel, refový nebo refovací uzel, soukenický uzel, hovorově též ambulák.

## Vázání
Vázání lze provést několika způsoby, nejjednodušeji uvázáním dvou polovičních uzlů za sebou, z nichž druhý je nutno zahájit opačným překřížením. K tomu se vztahuje jednoduchá poučka: levý přes pravý a pod, pravý přes levý a pod. 
Pokud se způsob vázání nedodrží, různým křížením mohou vzniknout tři další varianty - babský uzel, tchynin uzel a zlodějský uzel, vesměs s  horšími, až výrazně horšími, vlastnostmi.

babský uzel - nejčastější chybná varianta ambulančního uzlu
tchynin uzel
zlodějský uzel

Naopak většinu lepších vlastností má další varianta chirurgický uzel, používaná především ke svazování předmětů (tkání), ale lze jej použít i ke spojení dvou lan. Na tužších lanech se hůře srovává a utahuje, na měkčích hůře rozvazuje, ale poměrně málo snižuje pevnost. Zvláště ve verzi s ještě více oviny je často využíván rybáři. 

chirurgický uzel
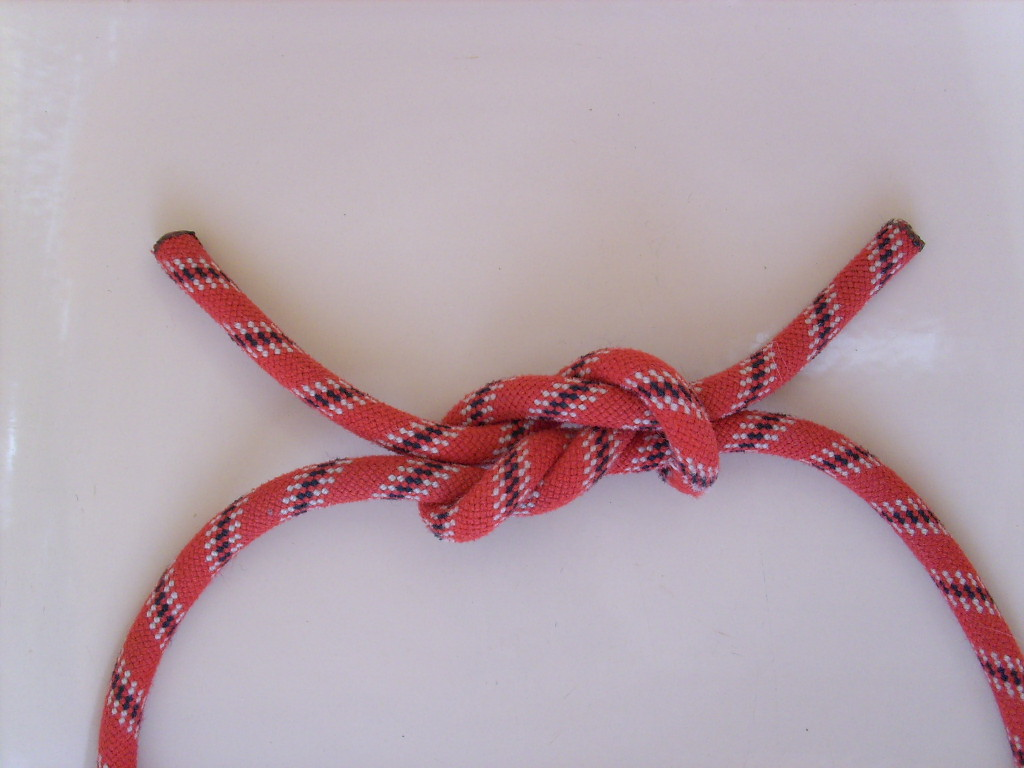
chirurgický uzel (nesrovnaný a neutažený snadno prokluzuje)
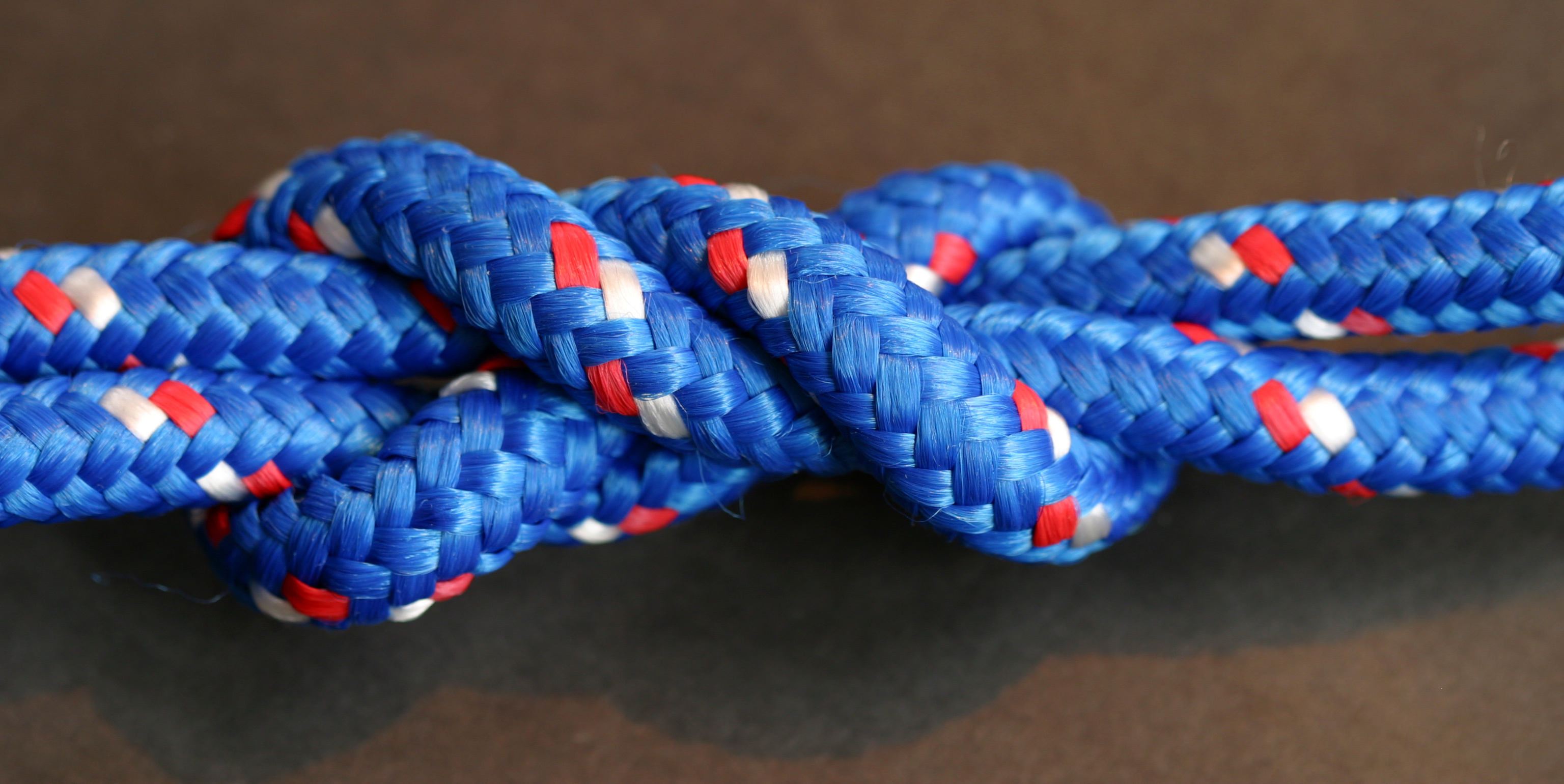
chirurgický uzel jako spojka

## Zajímavosti

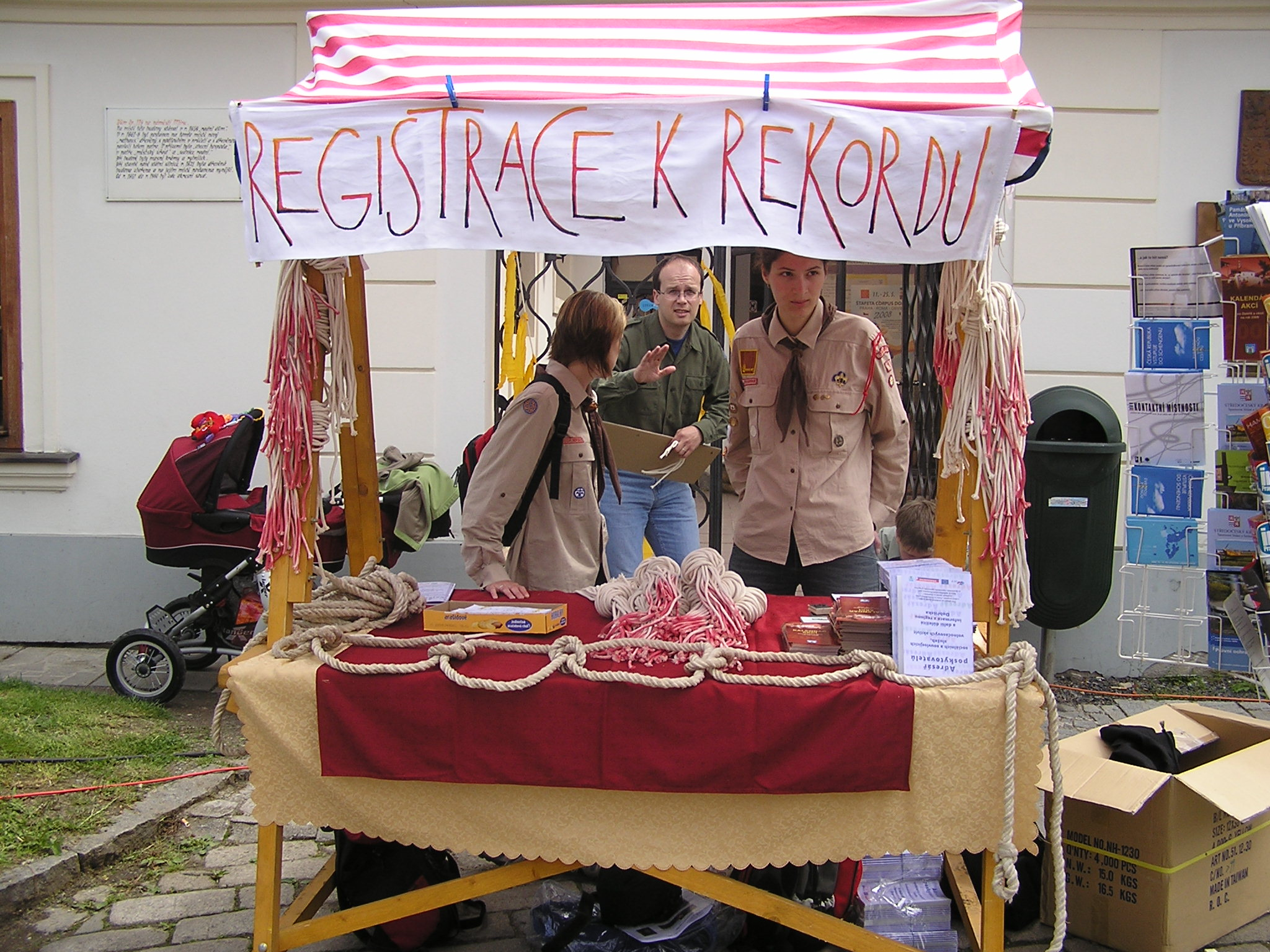
Registrace k rekordu

Město Dobříš je držitelem českého rekordu v počtu osob vázajících během jedné chvíle ambulanční uzel. Tento rekord byl ustanoven na městských slavnostech 24. května 2008 a jeho hodnota je 362 osob.